# Congregação de Nossa Senhora de Sião
A Congregação de Nossa Senhora de Sion (em francês:  Congrégation de Notre-Dame de Sion, abreviado por seus membros como NDS) é composta por duas congregações religiosas católicas romanas fundadas em Paris, França. Uma é composta por padres católicos e irmãos religiosos, fundada em 1852, e a outra é composta por irmãs religiosas, fundadas em 1843, ambas por Marie Theodor Ratisbonne, junto com seu irmão Marie-Alphonse Ratisbonne, "para testemunhar na Igreja e no mundo que Deus continua sendo fiel em seu amor pelo povo judeu e apressando o cumprimento das promessas concernentes aos judeus e aos gentios ". (Constituição, artigo 2).

## Fundação

### Os irmãos
Os irmãos Ratisbonne, que eram judeus, foram atraídos para aceitar o cristianismo. Para Theodore, isso ocorreu através da conversão de vários amigos íntimos e dos lentos resultados de estudo e leitura. Ele foi batizado em 1826 e ordenado em 1830.
Alphonse, no entanto, estava mais relutante em acreditar em Cristo. Isso mudou drasticamente em 20 de janeiro de 1842, durante uma viagem a Roma, realizada pouco antes de seu casamento. Durante uma visita à Igreja de Sant'Andrea delle Fratte, a Virgem Maria apareceu para ele. Ambos os irmãos acreditavam que isso era um sinal de Deus, não apenas para a conversão pessoal de Alphonse, mas também para o chamado comum de levar seus companheiros judeus a aceitar a fé cristã.
Para esse fim, Alphonse foi batizado e logo entrou na Companhia de Jesus, onde passou vários anos. Em 1843, Theodore fundou uma pequena comunidade de mulheres que desejavam colaborar com ele na educação de crianças judias, começando com duas irmãs judias que o procuraram em busca de orientação e depois se converteram ao cristianismo. Em 1850, com a permissão do Papa e do superior geral jesuíta, Alphonse deixou a Sociedade para se juntar ao irmão e ao trabalho. Juntos, os irmãos Ratisbonne estabeleceram a Congregação dos Padres de Nossa Senhora de Sion em 1852.
Em 1855, Alphonse mudou-se para a Terra Santa, onde, em 1858, estabeleceu o Convento do Ecce homo, no local de uma igreja em ruínas com esse nome na famosa Via Dolorosa, para as Irmãs da congregação. Nos terrenos do convento, Ratisbonne construiu um orfanato e uma escola profissional que as Irmãs administravam. Essas instituições estavam abertas a todas as crianças da cidade, independentemente do credo. Uma casa´mãe foi estabelecida em Paris para os pais. Em 1874, Alphonse iniciou a construção do Mosteiro de Ratisbonne, em um local então nos arredores de Jerusalém, que era uma escola para meninos. Atualmente, abriga uma filial da Pontifícia Universidade Salesiana.
Após a reorientação dos ensinamentos oficiais sobre o judaísmo, os Padres passaram de uma ênfase na conversão de judeus a trabalhar para promover a compreensão e o desenvolvimento de laços mais profundos entre cristãos e judeus. Hoje eles têm comunidades na França, Israel e Brasil.

### As irmãs
Por muitos anos, a maioria das irmãs era professora nas escolas de Sião na França e na Terra Santa. Mais tarde, eles se expandiram para o exterior, para as Ilhas Britânicas e a Austrália.
As Irmãs foram convidadas à Inglaterra pelo Cardeal Manning para ajudar na expansão da educação católica no país. Elas chegaram em 1860 e estão presentes na Inglaterra desde então. Elas então estabeleceram uma presença na Austrália, com as primeiras irmãs chegando em 1890.
Desde o Concílio Vaticano II, o trabalho das Irmãs se expandiu e se desenvolveu. Agora há uma grande variedade de ministérios. A congregação agora tem irmãs em 22 países em todo o mundo, com sua Casa Mãe Geral localizada em Roma.
Assim como os padres, as Irmãs não enfatizam mais a conversão, mas se descrevem como trabalhando para melhorar as relações entre católicos e judeus e testemunhar o amor fiel de Deus pelo povo judeu.
Um de seus membros mais conhecidos da Congregação foi Irmã Emmanuelle, NDS, (1908-2008), que trabalhou em Istambul e Cairo.

## Escolas
- Colégio Nossa Senhora de Sião, Melbourne, Austrália
- Faculdade Católica, Victoria, Austrália
- Escola Nossa Senhora de Sião, Worthing, Inglaterra
- Liceu Nossa Senhora de Sião Istambul, Istambul, Turquia
- Escola Nossa Senhora de Sião, Kansas City, Missouri, EUA
- Colégio Nuestra Señora de Sion, Morávia, Costa Rica
- Colégio Nossa Senhora de Sion, São Paulo, Brasil
- Colégio Nossa Senhora de Sião, Rio de Janeiro, Brasil http://www.colegiosionrj.com.br/
- Colégio Nossa Senhora de Sião, Curitiba, Brasil www.sioncuritiba.com.br